# 蒂芬妮歌舞團
蒂芬妮歌舞團(Tiffany's Show)位於泰國的春武里府之博他耶市的博他耶第二街464號。它是一個以變性人(由男性變成女性)為主要演員的歌舞表演團體。

## 歷史
從1974年開始在博他耶南街演出。當時只有三位賦歌舞天才並熱愛音樂的演員，模仿著名的美國之百老匯歌舞演員瑪麗蓮夢露等唱腔，深受觀光旅遊人士的重視及喜愛，逐漸名聞遐邇，凡到訪博他耶觀光旅遊的人都給予極高的評價及留下美好的印象，譽為「泰國卡芭樂舞的樣板」。由於觀眾迅猛增加，它們遷移至博他耶第二街，新劇院裝飾得富麗堂煌，採用先進的音響及燈光設備。現時擁有100多位演員，可容納1,000位觀眾，安裝可容納20位觀眾的緊急疏散電梯，同時也為殘障人士及長者設立專用通道。

## 外部連結
- 蒂芬妮歌舞團的官方網站